# Oktober

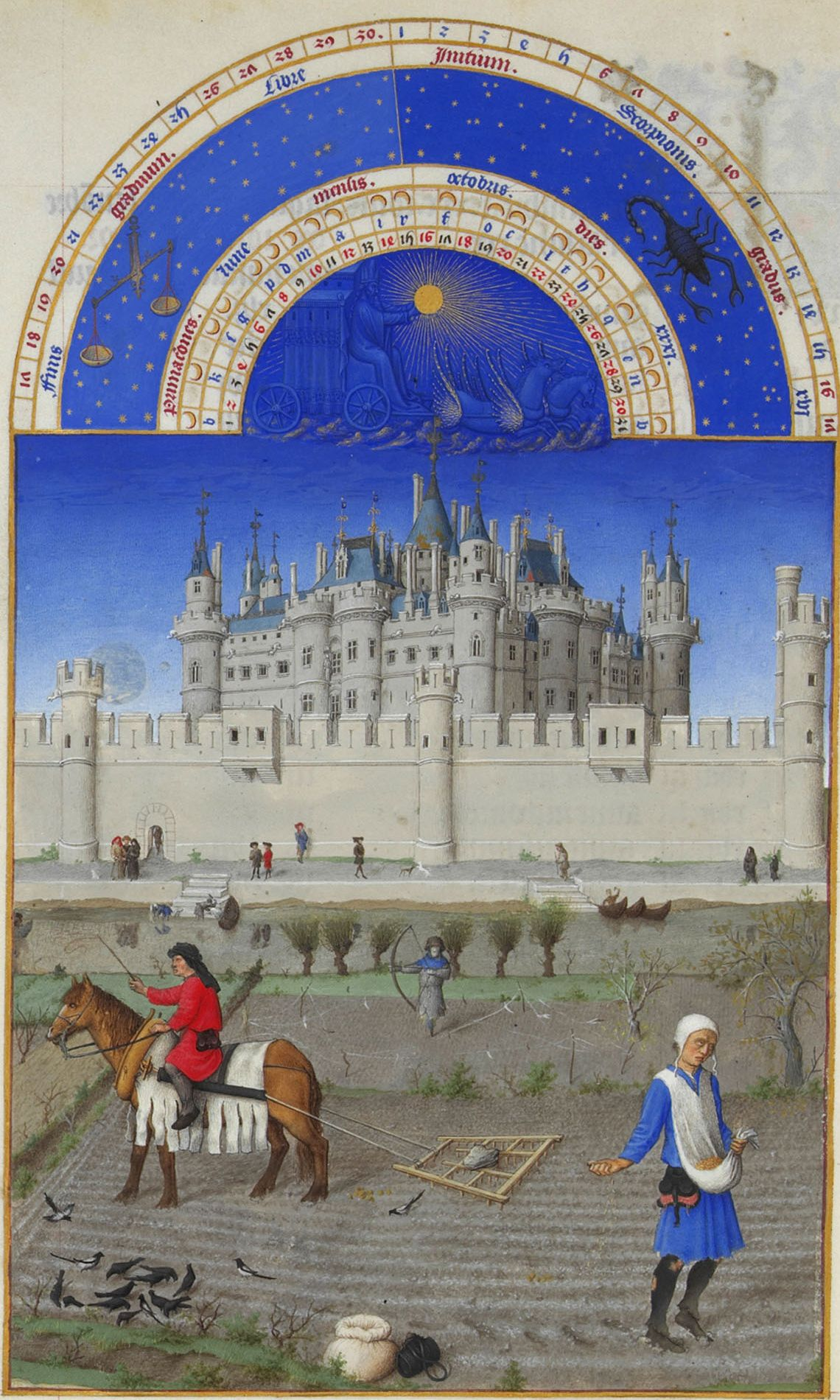
Afbeelding bij de maand oktober in Les Très Riches Heures du duc de Berry (± 1410)

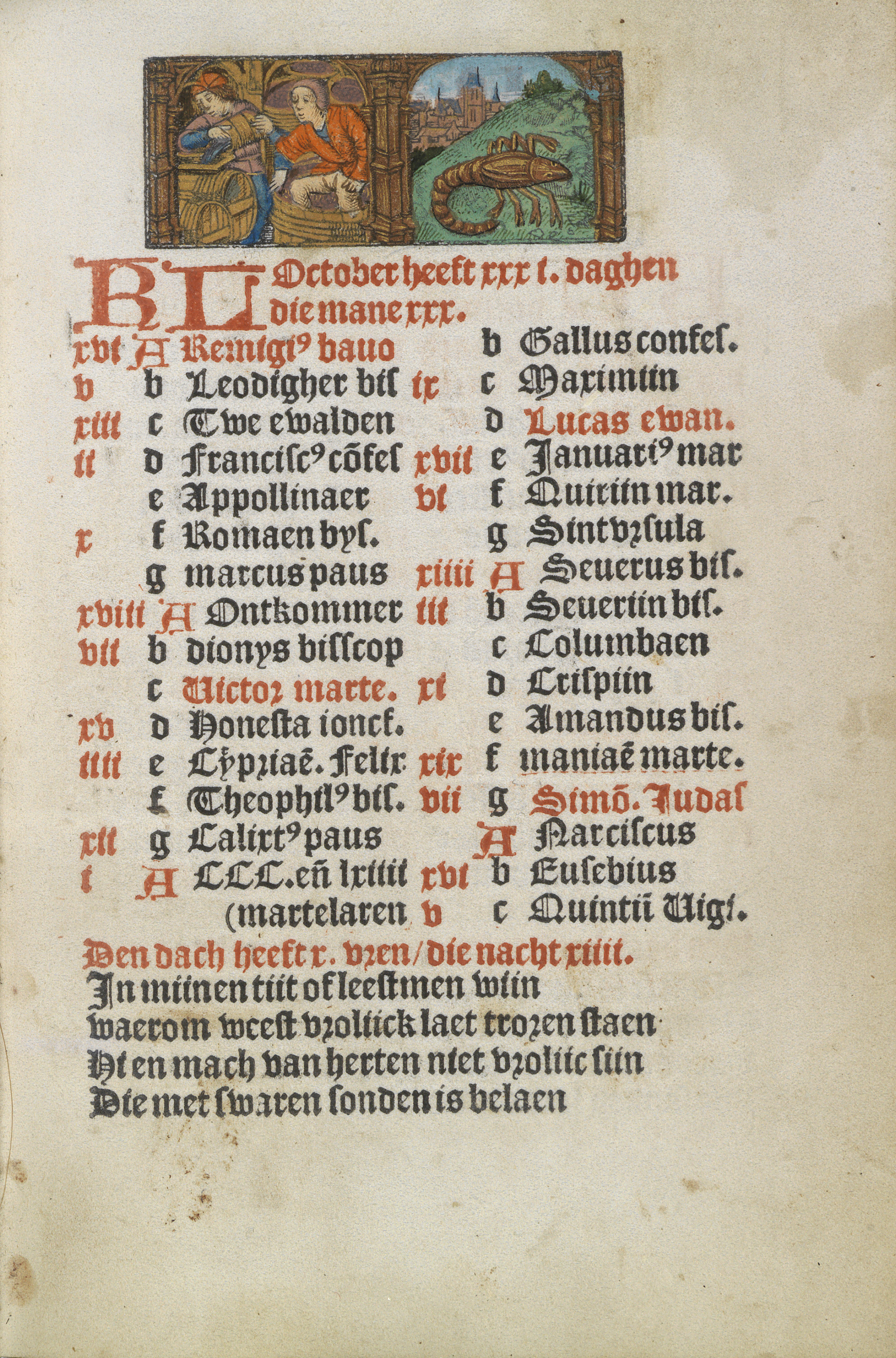
Oktober in het Getijdenboek Wolfgang Hopyl

Oktober is de tiende maand van het jaar in de gregoriaanse kalender en heeft 31 dagen. De naam komt van octo, het Latijnse woord voor acht. Oktober was namelijk volgens de Romeinse kalender oorspronkelijk de achtste maand van het jaar, omdat volgens deze kalender tot 153 v.Chr. het nieuwe jaar op 1 maart begon.
Oktober wordt ook wel de wijnmaand genoemd. Sinds de 16e eeuw geldt oktober tevens als de rozenkransmaand.

## Gebeurtenissen
- 1 oktober: Wereld Koffiedag
- 3 oktober: Leidens ontzet
- 4 oktober: Werelddierendag
- 31 oktober: Hervormingsdag
- 31 oktober: Halloween

## Meteorologie
Op het noordelijk halfrond is oktober de tweede maand van de meteorologische herfst, op het zuidelijk halfrond is het de tweede maand van de meteorologische lente.

### Weerspreuken
- Is oktober warm en fijn, het zal een scherpe winter zijn; maar is hij nat en koel, 't is van een zachte winter 't voorgevoel.
- Warme oktoberdagen, februari vlagen.
- Blinkt oktober in zonnegoud, de winter volgt dan snel en koud.
- Brengt oktober veel vorst en wind, zo zijn januari en februari zeer mild.

## Varia
- In verband met de omschakeling van de zomertijd naar de wintertijd op de laatste zondag van deze maand duurt oktober in de Europese Unie een uur langer dan de andere maanden van 31 dagen. Hiermee is oktober de langste maand van het jaar.
- De Romeinse keizer Domitianus noemde oktober naar zichzelf.[1]
- Tot in de 18e eeuw werd de afkorting 8ber voor oktober gebruikt.
- De Joodse naam is Maresjiwan.
- De sterrenbeelden voor oktober zijn Weegschaal en Schorpioen.

## Afbeeldingen

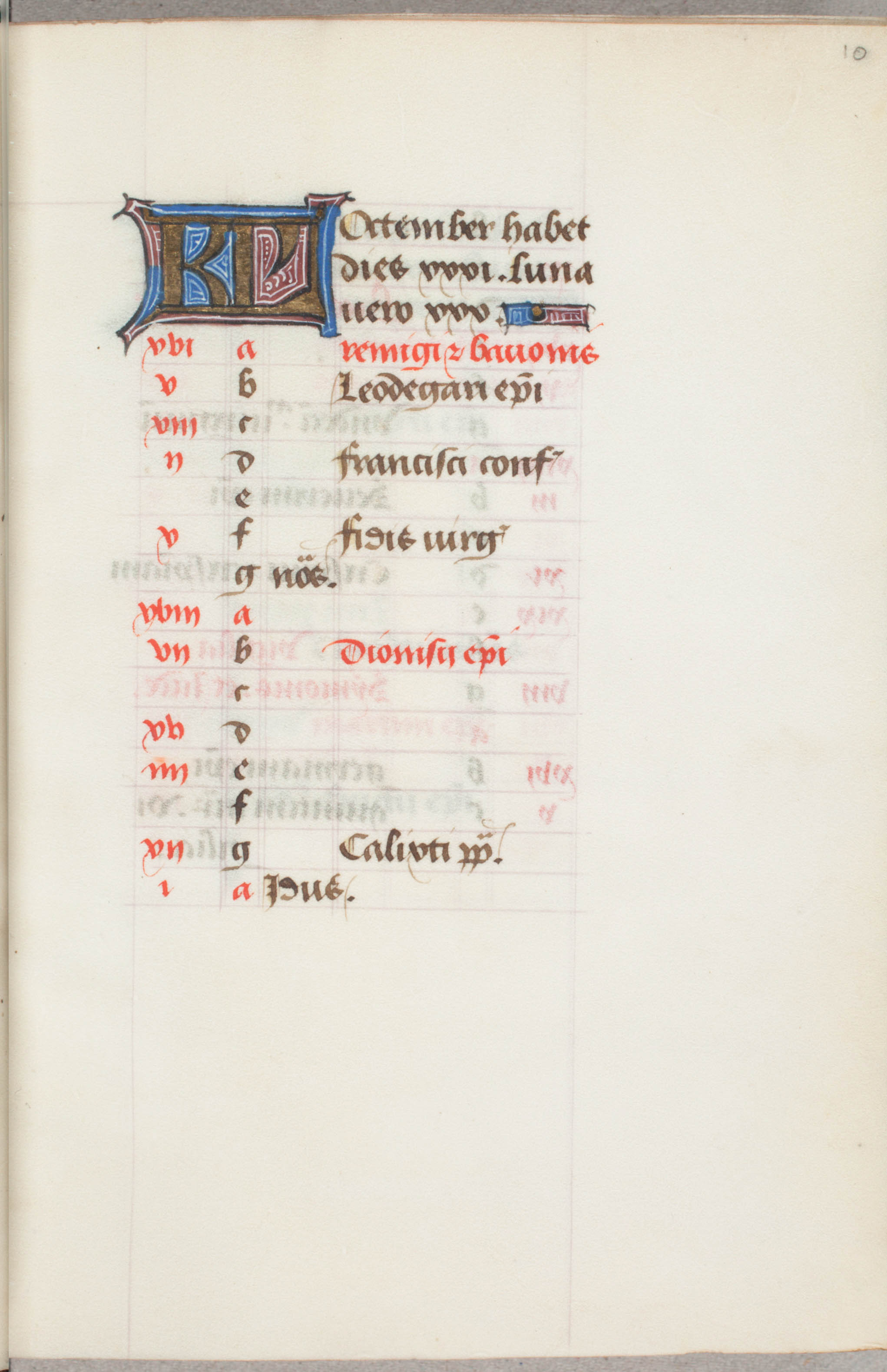
Oktober in het Trivulzio-getijdenboek
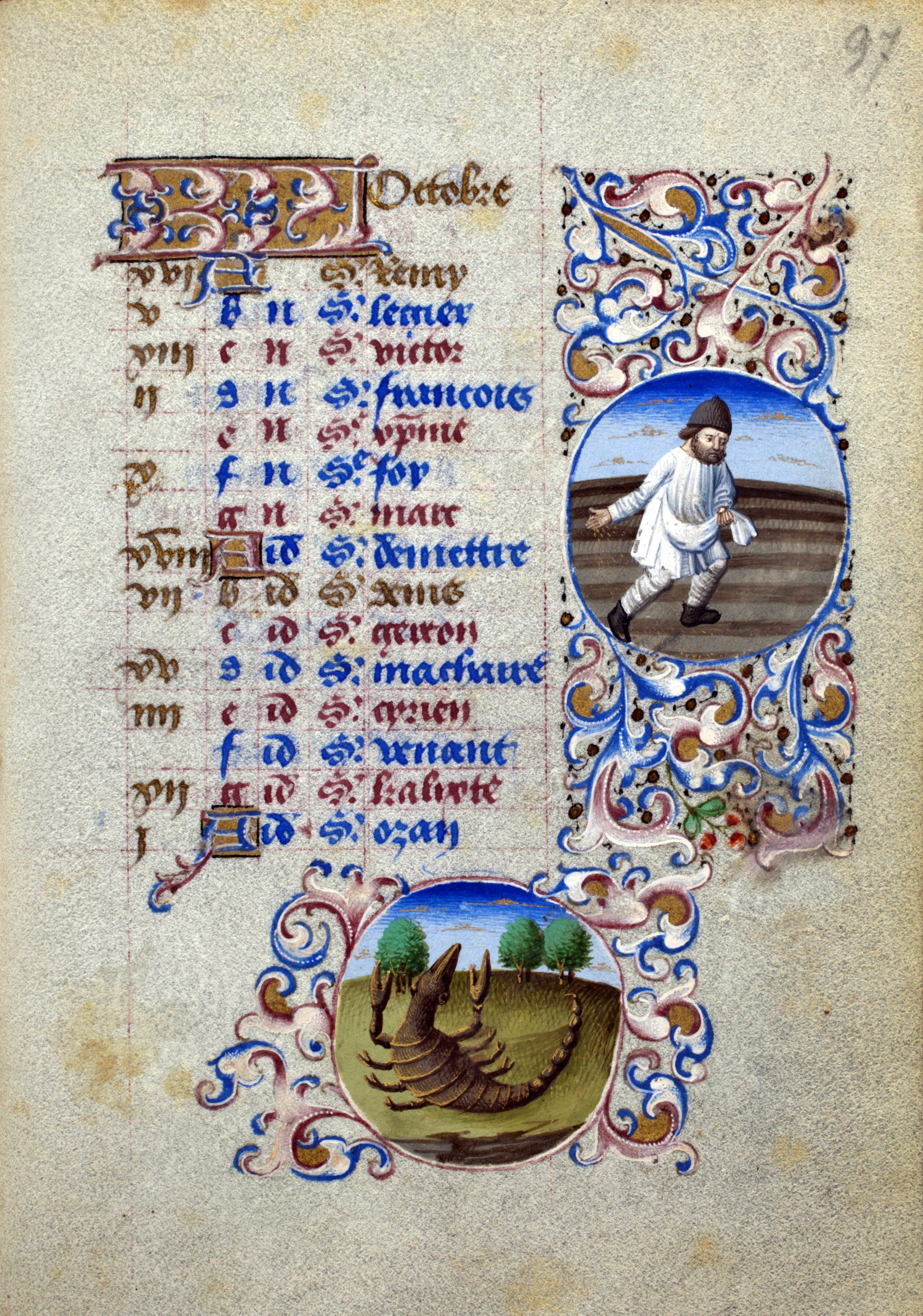
Oktober in het getijdenboek van Simon de Varie
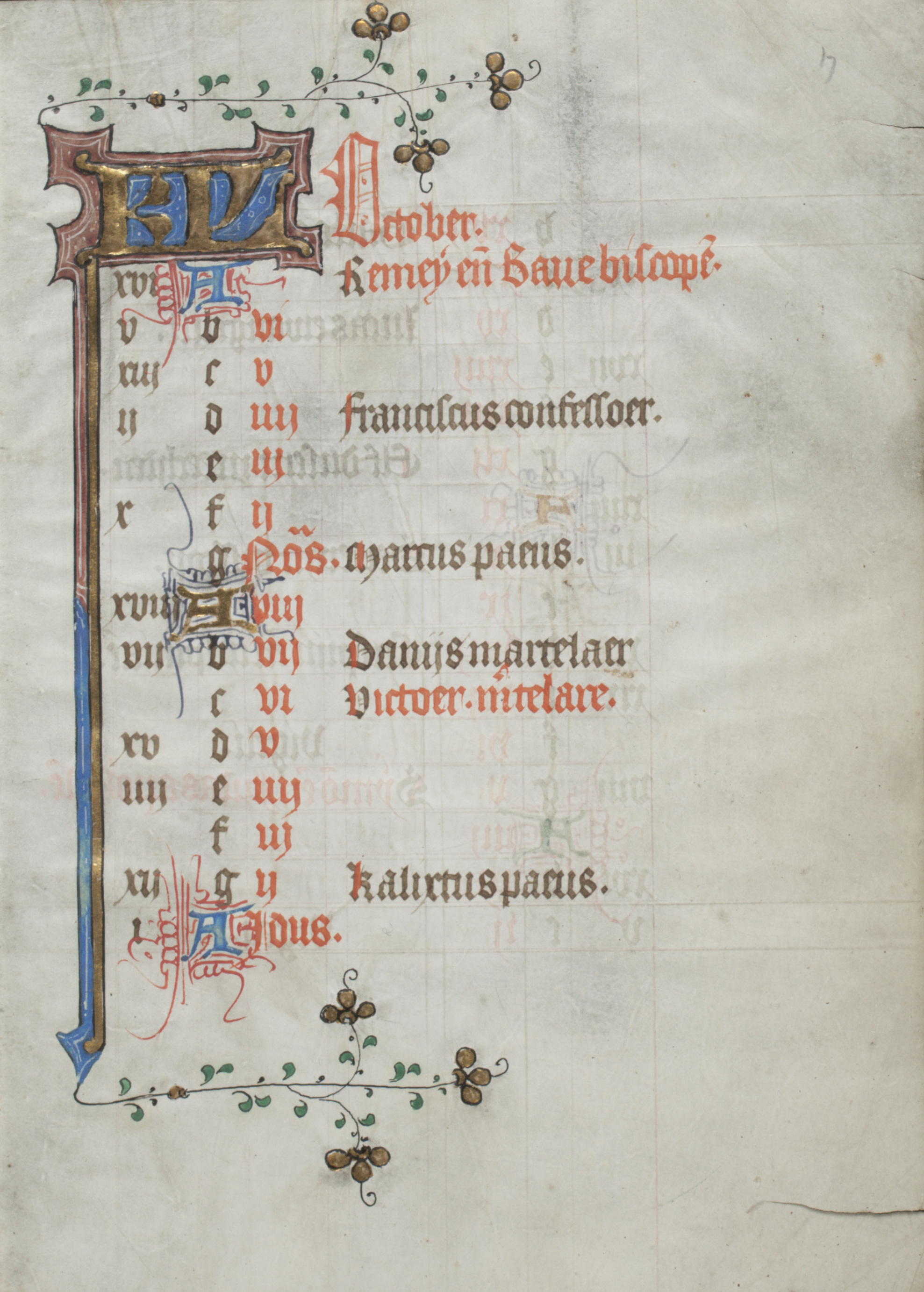
Oktober in het getijdenboek van de Meesters van Zweder van Culemborg
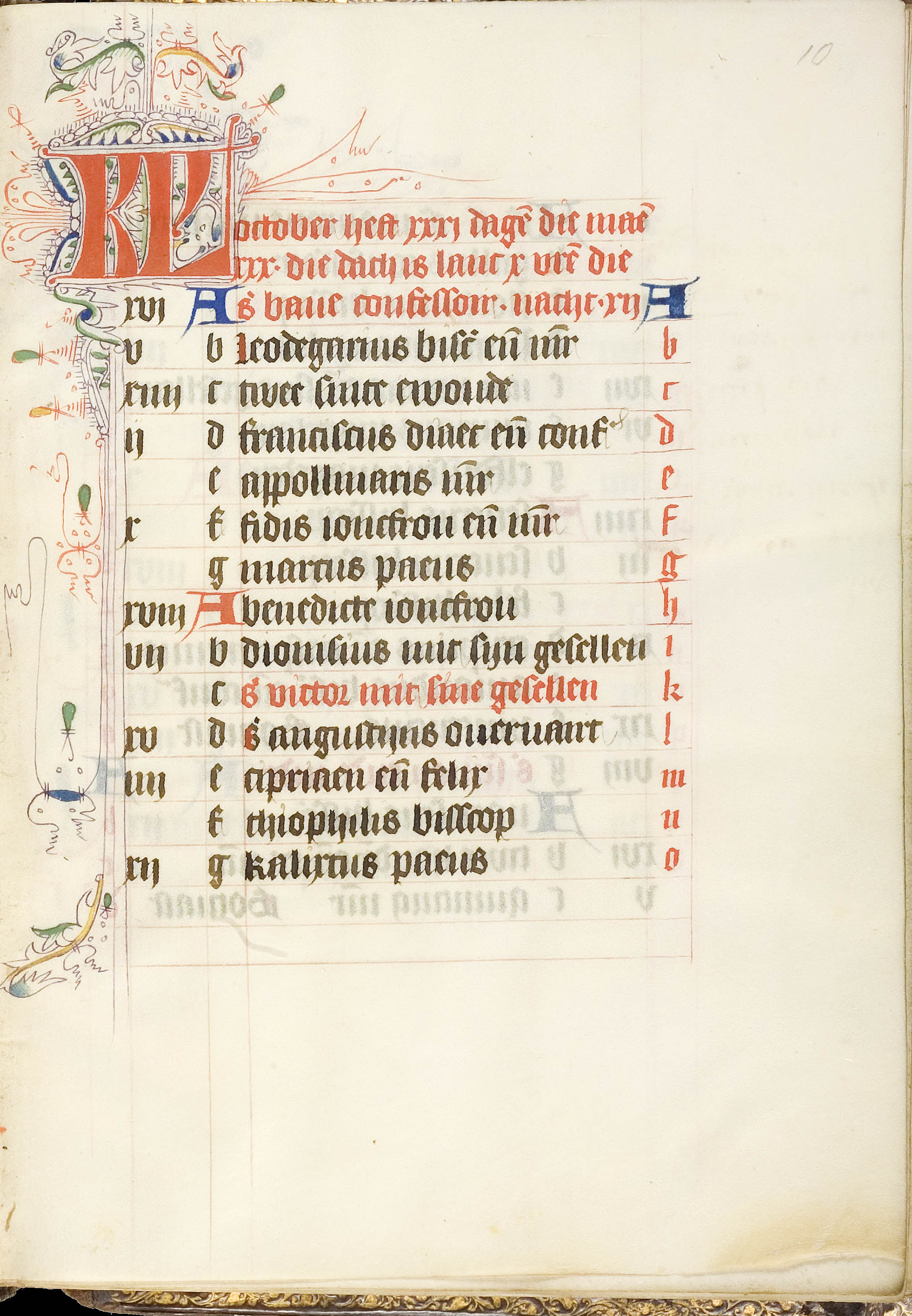
Oktober in het Bout Psalter-getijdenboek
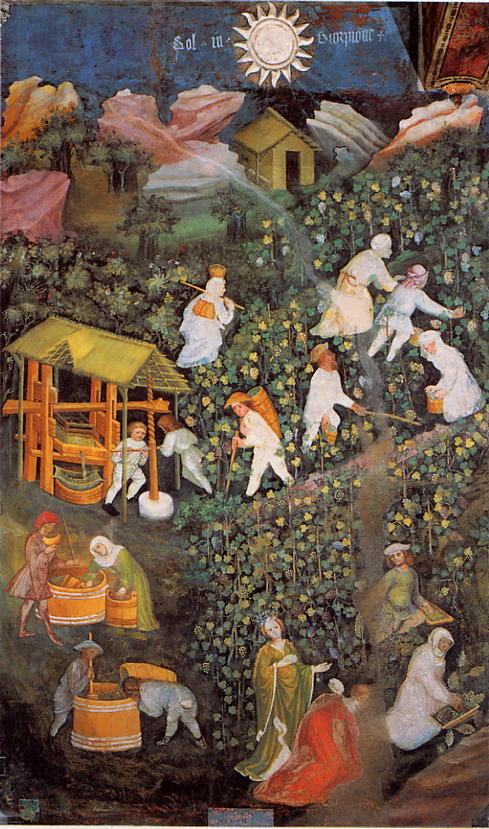
Oktober, fresco in de Torre Aquila in Trente
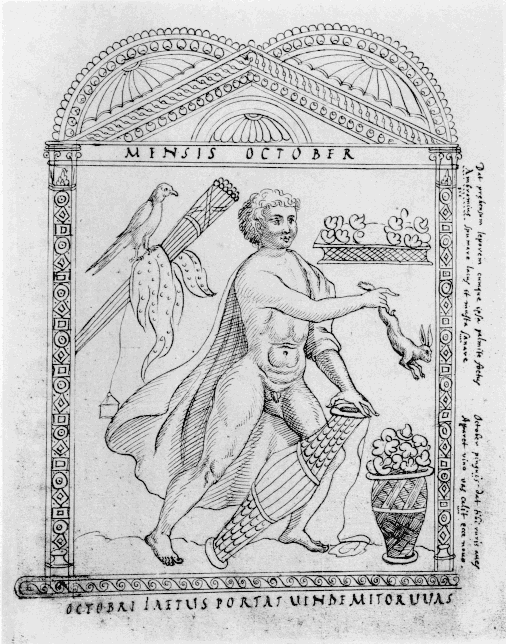
De maand oktober, uit de Chronograaf van 354 van de Romeinse kalligraaf Filocalus
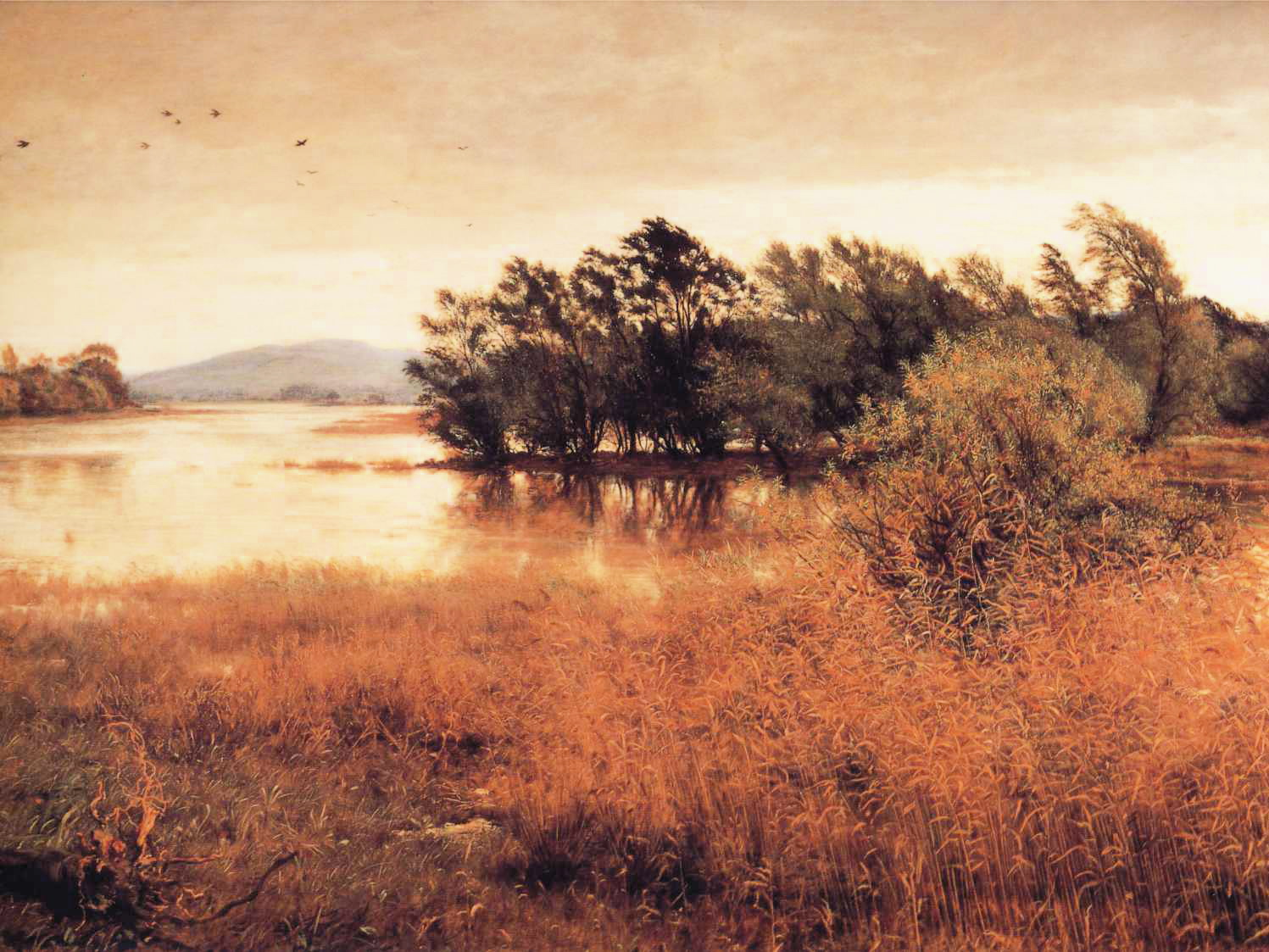
Chill October, John Everett Millais, 1870

januari · februari · maart · april · mei · juni · juli · augustus · september · oktober · november · december